# Octodon degus
Octodon degus là một loài động vật có vú trong họ Octodontidae, bộ Gặm nhấm. Loài này được Molina mô tả năm 1782.

## Hình ảnh

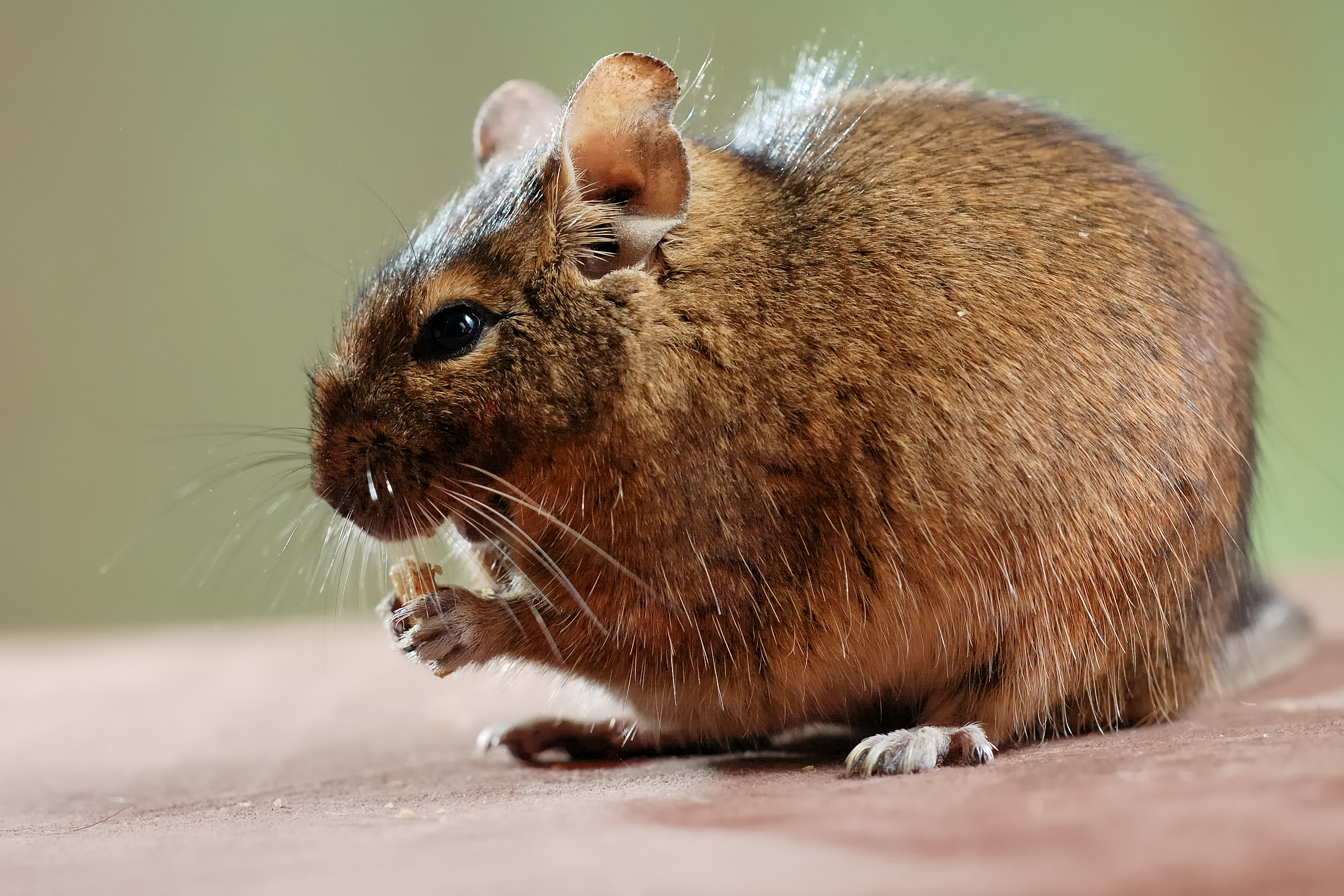
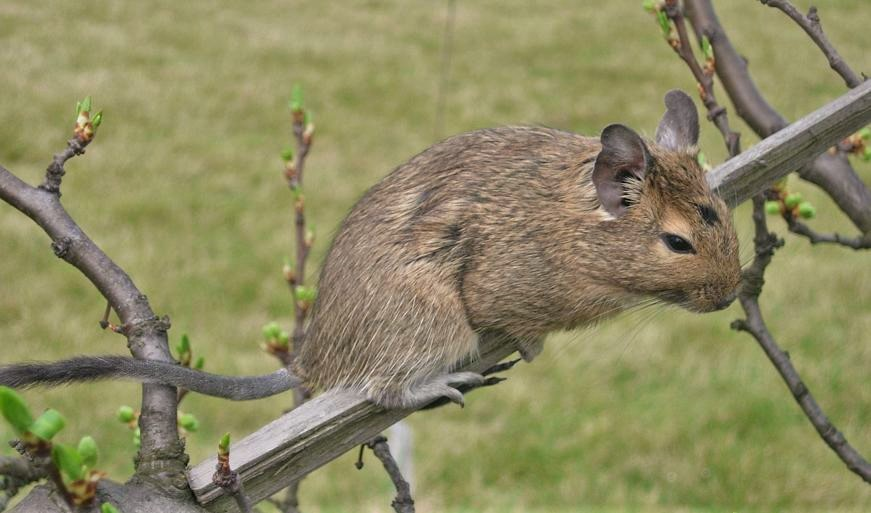
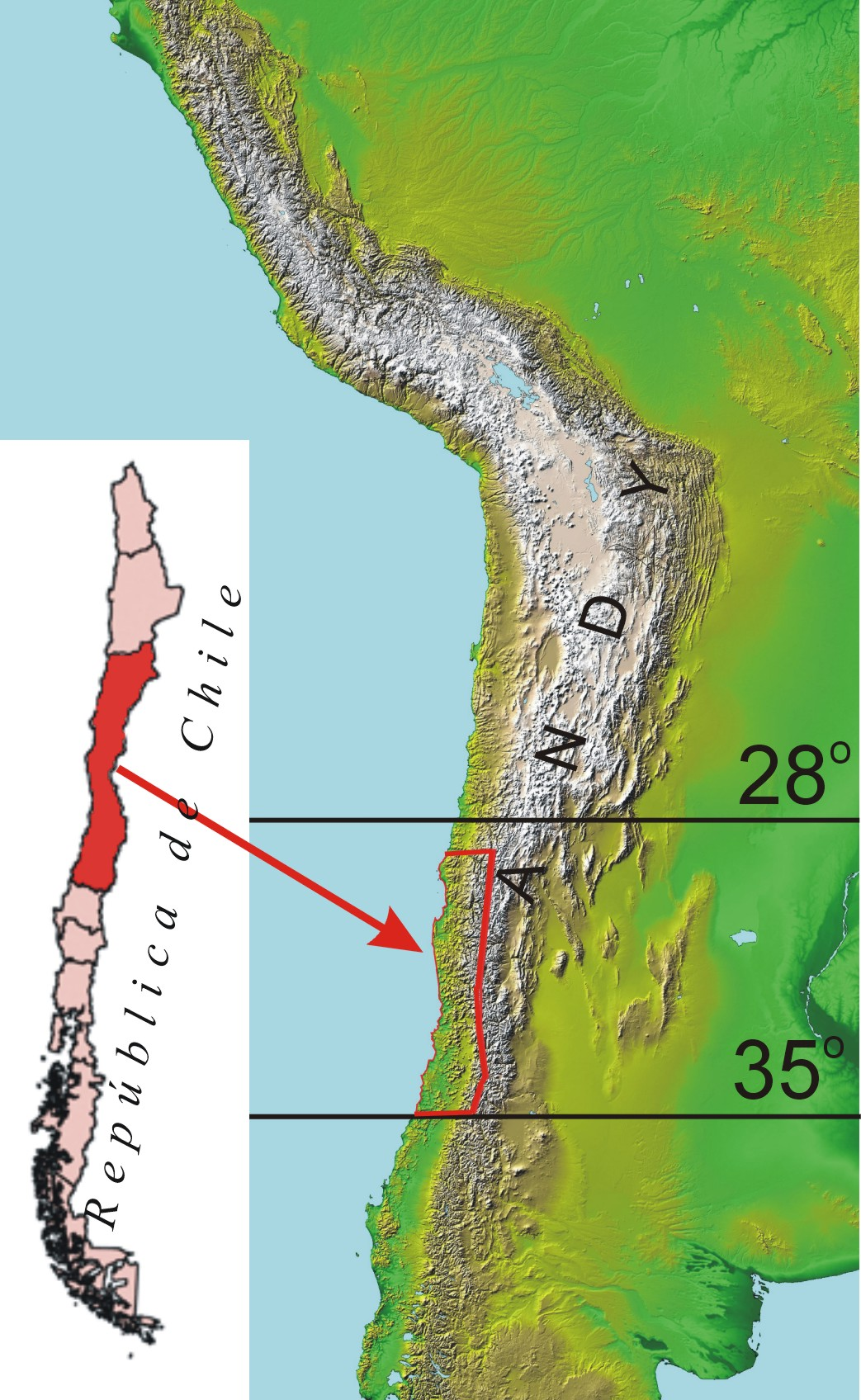
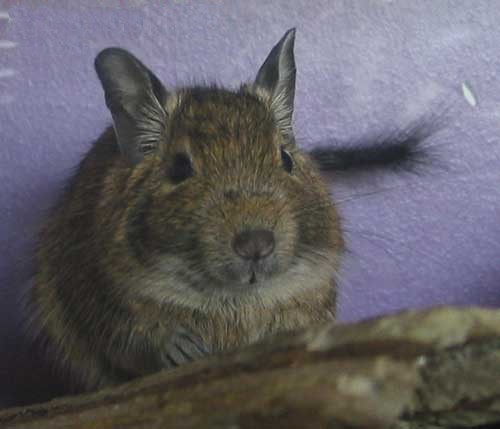